# Sianos Tamás
Sianos Tamás (született Athanasziosz Szianosz, görögül Αθανάσιος Σιάνος, Makrohóri, 1942. szeptember 15.) magyarországi görög közéleti személyiség, kereskedő. 2011 és 2014 között a Magyarországi Görögök Országos Önkormányzata elnökhelyettese, 2018-tól az Országgyűlés nemzetiségi szószólója.

## Életpályája
Görögországban született, 1948-ban került menekültként Magyarországra. Kezdetben gyermekotthonokban nevelkedett. Általános iskolai tanulmányait Balatonalmádiban fejezte be, majd felvették a budapesti Állategészségügyi Technikumba. Itt technikusi képesítést szerzett. Felsőoktatási tanulmányait a Kereskedelmi és Vendéglátóipari Főiskola kereskedelmi szakán végezte. 1968-ban kezdett el dolgozni a Budapesti Rövid és Kötöttárú Nagykereskedelmi Vállalatnál, ahol áruforgalmi előadó lett. 1972-ben a Fővárosi Divatáru Kiskereskedelmi Vállalat boltvezetője, majd később az Aranypók Kereskedelmi Vállalat irányítási és értékesítési osztály vezetője lett. 1983-ban a Fontana Divatház igazgatója lett, amelyet annak 1991-es privatizációjáig vezetett. Ezt követően egy keresdelmi cég ügyvezetője volt nyugdíjazásáig.
A rendszerváltást követően aktív részese lett a magyarországi görög közéletben. 1998-ban megválasztották a budaörsi görög nemzetiségi önkormányzatba, amelynek később több éven át elnöke is volt. 2007-ben beválasztották a Magyarországi Görögök Országos Önkormányzatába, amelynek 2010 és 2014 között elnökhelyettese volt. 2014-ben Koranisz Laokratisz szószóló kabinetjének tagja lett, majd a 2018-as országgyűlési választáson a görög nemzetiségi lista élére, ennek következtében pedig nemzetiségi szószólóvá választották. Emiatt lemondott nemzetiségi önkormányzati mandátumairól.